# Marian Kowalski (działacz narodowy)
Marian Janusz Kowalski (ur. 15 sierpnia 1964 w Lublinie) – polski działacz polityczny, felietonista i kulturysta, w latach 2014–2015 wiceprezes Ruchu Narodowego. Kandydat na urząd Prezydenta RP w wyborach w 2015.

## Życiorys
Pochodzi z Lublina. Jego dziadek od strony matki, Stanisław Misztal, jako 16-letni ochotnik brał udział w wojnie polsko-bolszewickiej. Natomiast ojciec, Janusz, walczył w polskiej wojnie obronnej we wrześniu 1939. Podczas okupacji działał w Batalionach Chłopskich. W okresie Polski Ludowej został aresztowany przez Urząd Bezpieczeństwa. Od 1956 rodzice Mariana Kowalskiego, mimo wielu trudności, prowadzili prywatny sklep.
Od 1979 uprawiał kulturystykę. W latach 1982–1984 trzykrotnie zdobywał III miejsce w mistrzostwach województwa lubelskiego w kategorii +90 kg. W latach 1988–1993 był szefem pierwszej lubelskiej siłowni, klubu „Samson”. W 1990 był organizatorem otwartych mistrzostw Lublina w kulturystyce.
Uczęszczał do I Liceum Ogólnokształcącego im. Stanisława Staszica w Lublinie, z którego został usunięty (jego nauczycielką rosyjskiego była tam Izabella Sierakowska). Po śmierci ojca w latach 1983–2002 prowadził w Lublinie sklep rodzinny, który zbankrutował. Był również założycielem Komitetu Obrony Kupców i Rzemieślników. W latach 2004–2007 był ławnikiem sądu rejonowego w Lublinie. Pracował także m.in. jako ochroniarz (co wiąże się z oskarżeniami o pobicie jednego z klientów) i trener personalny w klubie fitness.
Wstąpił do utworzonej w 1992 partii Ruch Trzeciej Rzeczypospolitej, gdzie objął stanowisko szefa regionu lubelskiego. Rok później został członkiem Unii Polityki Realnej, którym był przez kilkanaście lat; w 2005 został wiceszefem lubelskich struktur partii. W 2002 startował do lubelskiej rady miasta z listy Samoobrony RP. Opowiadał się przeciwko akcesji Polski do wspólnot europejskich; był twórcą efemerycznej Ligi Wschodniej opowiadającej się za secesją województwa lubelskiego od państwa polskiego i zaprowadzenia tam ultraliberalnej polityki wobec biznesu.
W 2005 otwierał lubelską listę Platformy Janusza Korwin-Mikke do Sejmu. W 2006 był kandydatem UPR do rady oraz na prezydenta Lublina (zajmując 9. miejsce spośród 10 kandydatów). W 2009 był liderem lubelskiej listy UPR do Parlamentu Europejskiego. W październiku 2009 zdobył mandat radnego lubelskiej dzielnicy Czechów Południowy.
Po opuszczeniu UPR, od 2010 był przez pewien czas rzecznikiem prasowym Obozu Narodowo-Radykalnego, który od tego samego roku jest jednym z organizatorów Marszu Niepodległości. W 2010 Marian Kowalski bez powodzenia kandydował do rady Lublina z listy PiS, a w 2011 do Sejmu z listy KNP. W 2012 formacje organizujące Marsz Niepodległości (w tym jego dawna partia UPR) utworzyły Ruch Narodowy. Marian Kowalski zasiadł w powołanej w styczniu 2013 radzie decyzyjnej RN, a w 2014 kandydował z ramienia tego ugrupowania do Europarlamentu, do sejmiku województwa lubelskiego oraz na prezydenta Lublina (zajął ostatnie miejsce spośród 5 kandydatów).
W grudniu 2014 Ruch Narodowy podjął decyzję o powołaniu partii o tej samej nazwie. Marian Kowalski został jednym z jej wiceprezesów. 17 grudnia 2014 został zaprezentowany jako kandydat RN w wyborach prezydenckich w 2015. Hasło, pod jakim wystartował, to „Silny człowiek na trudne czasy”. W przeprowadzonych 10 maja wyborach zajął 9. miejsce spośród 11 kandydatów, zdobywając 77 630 głosów, co stanowiło 0,52% głosów ważnych.
W II turze opowiedział się ostatecznie nieoficjalnie za Andrzejem Dudą (RN nie udzielił poparcia żadnemu z kandydatów). Pod koniec sierpnia 2015 został odwołany z funkcji wiceprezesa RN. 20 września tego samego roku wystąpił z partii. W wyborach parlamentarnych w 2015 poparł partię KORWiN. W listopadzie 2015 współtworzył stowarzyszenie Narodowcy RP, którego został liderem. We wrześniu 2016 zakończył działalność w owym stowarzyszeniu.
Od 1 lutego 2016 wspólnie z pastorem Kościoła Nowego Przymierza w Lublinie Pawłem Chojeckim (także byłym działaczem Unii Polityki Realnej) prowadził codzienny program Kowalski & Chojecki na żywo w telewizji internetowej „Idź Pod Prąd”. 11 listopada 2017 wraz z Pawłem Chojeckim i Andrzejem Turczynem (prezesem Ruchu Obywatelskiego Miłośników Broni, również byłym działaczem UPR) ogłosił utworzenie partii Ruch 11 Listopada. Po zarejestrowaniu ugrupowania 9 lutego 2018, został jego prezesem. W maju 2018 zapowiedział ubieganie się o stanowisko prezydenta Lublina w wyborach samorządowych. 27 sierpnia został zarejestrowany jako kandydat na prezydenta Lublina, startując z własnego komitetu „My z Lublina”. 30 sierpnia 2018 odszedł z telewizji „Idź Pod Prąd”. Dzień później zrezygnował również z funkcji prezesa Ruchu 11 Listopada i jednocześnie z członkostwa w partii. Następnie, wspólnie z żoną, założył własny kanał internetowy o nazwie „Naszym Zdaniem TV”. Pierwszy program wyemitowano 10 września 2018. Kanał po kilku tygodniach przestał nadawać. W przeprowadzonych 21 października 2018 wyborach nie uzyskał mandatu radnego, a w wyborach na prezydenta uzyskał 1,54% poparcia (5. miejsce na 6 kandydatów).
8 lutego 2020 podczas manifestacji w obronie rządowej reformy sądownictwa, zorganizowanej przez Kluby Gazety Polskiej, oficjalnie poparł prezydenta Andrzeja Dudę w walce o reelekcję. Od wiosny 2019 zaczął pojawiać się jako komentator polityczny w TVP Info – najpierw w programie Minęła dwudziesta, a następnie w autorskich programach Michała Rachonia – #Jedziemy i #JedziemyDalej. Od stycznia 2022 prowadzi swój cotygodniowy autorski program publicystyczny Zdaniem Kowalskiego na antenie Telewizji Republika, w którym w formie felietonów omawia wybrane wydarzenia społeczno-polityczne z kraju i ze świata. Od 2023 na antenie tej samej stacji współtworzy również, wraz z Markiem Jakubiakiem (Kukiz’15, FdR), program Reasumując, podsumowujący wydarzenia mijającego tygodnia. Początkowo program ten umieszczany był wyłącznie w wersji internetowej w mediach społecznościowych „Gazety Polskiej”. Od grudnia 2023 jest stałym komentatorem wydarzeń społeczno-politycznych w programie #Jedziemy. Michał Rachoń, nadawanego w Telewizji Republika.

## Życie prywatne
Posiada wykształcenie podstawowe. W 2005 jego ówczesna żona Katarzyna kandydowała, podobnie jak on, do Sejmu z listy Platformy Janusza Korwin-Mikke. Obecna żona, o 20 lat młodsza Agata, jest fizjoterapeutką na oddziale rehabilitacji w I Wojskowym Szpitalu Klinicznym w Lublinie. W 2018 bezskutecznie kandydowała na radną Lublina z ramienia KWW „My z Lublina”.

## Publikacje
- Okiem narodowca, Wydawnictwo Bollinari Publishing House, Warszawa, 2014; ISBN 978-83-63865-96-2.
- Zwierzenia niedoszłego prezydenta, Wydawnictwo „Pod Prąd” Kościoła Nowego Przymierza w Lublinie, Lublin, 2016; ISBN 978-83-922135-0-5.